# Associazione Calcio Cesena 1981-1982
Questa voce raccoglie le informazioni riguardanti l'Associazione Calcio Cesena nelle competizioni ufficiali della stagione 1981-1982.

## Stagione
Ritornato in Serie A il Cesena nella stagione 1981-1982 riesce nell'impresa di mantenere la massima categoria ottenendo 27 punti. Chiude il girone di andata penultimo con soli 11 punti, poi nel girone di ritorno ingrana la giusta marcia, raccoglie 16 punti, chiudendo il torneo con tre lunghezze di vantaggio sulla zona retrocessione, peraltro con il Como giunto ultimo, retrocedono sul campo due nobili del calcio italiano, il Bologna ed il Milan. Scudetto numero venti alla Juventus, che batte in una avvincente volata finale la Fiorentina di una sola lunghezza.
Sulla panchina del Cesena non c'è più Osvaldo Bagnoli, il tecnico della scorsa promozione, è passato al Verona in Serie B dove farà molto bene, al suo posto sulla panca bianconera Giovan Battista Fabbri, la partenza in campionato è difficoltosa, a gennaio dopo il pareggio interno (1-1) con l'ultima in classifica il Como, viene sollevato dall'incarico l'allenatore che viene sostituito da Renato Lucchi, il girone ritorno regala molte più soddisfazioni alla piazza cesenate, e anche una tranquilla salvezza. In Italia sono ritornati gli stranieri, uno per squadra, nel Cesena fa molto bene Walter Schachner acquistato dall'Austria Vienna, realizza 9 reti, tante quante il suo gemello italiano, il bergamasco Oliviero Garlini.
Nella Coppa Italia il Cesena disputa il secondo girone di qualificazione, che promuove il Catanzaro ai quarti di finale della manifestazione.

## Divise e sponsor

Il capitano Giampiero Ceccarelli (a sinistra) in azione con la seconda divisa cesenate della stagione, blu con pinstripes bianche, mentre contrasta lo juventino Bettega.

Lo sponsor tecnico per la stagione 1981-1982 fu Adidas, mentre lo sponsor ufficiale fu Fratelli Dieci.
| Prima divisa |

## Organigramma societario
Area direttiva
- Presidente: Edmeo Lugaresi
- Segretario: Pietro Sarti

Area tecnica
- Direttore sportivo: Pier Luigi Cera
- Allenatore: Giovan Battista Fabbri, poi dal 17 gennaio Renato Lucchi

Area sanitaria
- Medici sociali: Gilberto D'Altri ed Enzo Pretolani
- Massaggiatore: Francesco Agnoletti

## Rosa
| N. |                   | Ruolo | Calciatore                      |
| -- | ----------------- | ----- | ------------------------------- |
|    | Italia (bandiera) | P     | Giancarlo Boldini               |
|    | Italia (bandiera) | P     | Angelo Recchi                   |
|    | Italia (bandiera) | D     | Daniele Arrigoni                |
|    | Italia (bandiera) | D     | Daniele Conti                   |
|    | Italia (bandiera) | D     | Giovanni Mei                    |
|    | Italia (bandiera) | D     | Giancarlo Oddi                  |
|    | Italia (bandiera) | D     | Antonio Perego                  |
|    | Italia (bandiera) | D     | Massimo Storgato                |
|    | Italia (bandiera) | D     | Giampiero Ceccarelli (Capitano) |
|    | Italia (bandiera) | C     | Roberto Filippi                 |

| N. |                    | Ruolo | Calciatore          |
| -- | ------------------ | ----- | ------------------- |
|    | Italia (bandiera)  | C     | Augusto Gabriele    |
|    | Italia (bandiera)  | C     | Antonio Genzano     |
|    | Italia (bandiera)  | C     | Fabrizio Lucchi     |
|    | Italia (bandiera)  | C     | Adriano Piraccini   |
|    | Italia (bandiera)  | C     | Vinicio Verza       |
|    | Italia (bandiera)  | C     | Daniele Zoratto     |
|    | Italia (bandiera)  | A     | Antonio Bordon      |
|    | Italia (bandiera)  | A     | Oliviero Garlini    |
|    | Italia (bandiera)  | A     | Giovanni Roccotelli |
|    | Austria (bandiera) | A     | Walter Schachner    |

## Calciomercato
| Acquisti         | Acquisti         | Acquisti       | Acquisti   |
| R.               | Nome             | da             | Modalità   |
| ---------------- | ---------------- | -------------- | ---------- |
| A                | Walter Schachner | Austria Vienna | definitivo |
| C                | Roberto Filippi  | Atalanta       | definitivo |
| C                | Vinicio Verza    | Juventus       | definitivo |
| C                | Antonio Genzano  | Sampdoria      | definitivo |
| D                | Massimo Storgato | Juventus       | prestito   |
| Altre operazioni |                  |                |            |
| R.               | Nome             | da             | Modalità   |
| C                | Augusto Gabriele | Francavilla    | definitivo |
| C                | Daniele Zoratto  | Bellaria       | definitivo |

| Cessioni         | Cessioni           | Cessioni    | Cessioni   |
| R.               | Nome               | a           | Modalità   |
| ---------------- | ------------------ | ----------- | ---------- |
| D                | Massimo Bonini     | Juventus    | definitivo |
| A                | Antonio Bordon     | Foggia      | definitivo |
| C                | Franco Bergamaschi | Rimini      | definitivo |
| A                | Ferdinando Bozzi   | Francavilla | definitivo |
| Altre operazioni |                    |             |            |
| R.               | Nome               | a           | Modalità   |
| A                | Mauro Babbi        | Empoli      | definitivo |
| C                | Luciano Fusini     | Francavilla | definitivo |
| D                | Mauro Mosconi      | Treviso     | definitivo |

## Risultati

### Serie A

#### Andata
| Arbitro: | Longhi (Roma) |

|                                                |           |           |
| Bettega 1’, 18’, 80’ Scirea 15’, 58’ Fanna 67’ | Marcatori | 35’ Verza |

| Arbitro: | Agnolin (Bassano del Grappa) |

|                      |           |             |
| Ancelotti 43’ (aut.) | Marcatori | 3’ Chierico |

| Genova 27 settembre 1981 3ª giornata | Genoa             | 0 – 0 | Cesena | Stadio Luigi Ferraris\| Arbitro: \| Bergamo (Livorno) \| |
| Arbitro:                             | Bergamo (Livorno) |       |        |                                                          |

| Arbitro: | Ciulli (Roma) |

|                          |           |              |
| Schachner 10’ Perego 78’ | Marcatori | 50’ Cattaneo |

| Arbitro: | Lops (Torino) |

|                                                  |           |                         |
| Altobelli 17’ Beccalossi 19’ (rig.) Pasinato 24’ | Marcatori | 3’ Schachner 59’ Perego |

| Arbitro: | Longhi (Roma) |

|                    |           |                                     |
| Palanca 36’ (aut.) | Marcatori | 19’ Palanca 83’ Musella 88’ Damiani |

| Bologna 1º novembre 1981 7ª giornata | Bologna             | 0 – 0 | Cesena | Stadio Comunale\| Arbitro: \| Lo Bello (Siracusa) \| |
| Arbitro:                             | Lo Bello (Siracusa) |       |        |                                                      |

| Arbitro: | Agnolin (Bassano del Grappa) |

|                      |           |               |
| Verza 53’ Lucchi 66’ | Marcatori | 68’ Antognoni |

| Cesena 22 novembre 1981 9ª giornata | Cesena           | 0 – 0 | Torino | Stadio La Fiorita\| Arbitro: \| Benedetti (Roma) \| |
| Arbitro:                            | Benedetti (Roma) |       |        |                                                     |

| Arbitro: | Lanese (Messina) |

|                           |           |  |
| Juary 24’ V. Chimenti 72’ | Marcatori |  |

| Arbitro: | Agnolin (Bassano del Grappa) |

|           |           |                  |
| Ravot 83’ | Marcatori | 38’ A. Piraccini |

| Arbitro: | Casarin (Milano) |

|             |           |              |
| Garlini 51’ | Marcatori | 53’ De Ponti |

| Arbitro: | Magni (Bergamo) |

|                                   |           |  |
| Bivi 52’ Celestini 58’ Sabato 88’ | Marcatori |  |

| Arbitro: | Bianciardi (Siena) |

|               |           |               |
| Schachner 16’ | Marcatori | 56’ Nicoletti |

| Arbitro: | Menicucci (Firenze) |

|              |           |  |
| Antonelli 4’ | Marcatori |  |

#### Ritorno
| Arbitro: | Menegali (Roma) |

|            |           |          |
| Garlini 9’ | Marcatori | 71’ Brio |

| Arbitro: | Bergamo (Livorno) |

|  |           |             |
|  | Marcatori | 85’ Genzano |

| Arbitro: | Angelelli (Terni) |

|               |           |                |
| Schachner 10’ | Marcatori | 81’ P. Iachini |

| Arbitro: | Ballerini (La Spezia) |

|  |           |                  |
|  | Marcatori | 82’ A. Piraccini |

| Arbitro: | Redini (Pisa) |

|               |           |                                      |
| Schachner 64’ | Marcatori | 4’, 34’ (rig.) Beccalossi 74’ Oriali |

| Arbitro: | Milan (Treviso) |

|                        |           |                           |
| C. Pellegrini 20’, 47’ | Marcatori | 11’ Garlini 13’ Schachner |

| Arbitro: | Menegali (Roma) |

|                                    |           |            |
| Garlini 9’, 82’, 87’ Schachner 26’ | Marcatori | 72’ Fabbri |

| Arbitro: | D'Elia (Salerno) |

|                |           |  |
| Casagrande 80’ | Marcatori |  |

| Torino 28 marzo 1982 24ª giornata | Torino              | 0 – 0 | Cesena | Stadio Comunale\| Arbitro: \| Lo Bello (Siracusa) \| |
| Arbitro:                          | Lo Bello (Siracusa) |       |        |                                                      |

| Arbitro: | Benedetti (Roma) |

|                          |           |  |
| Garlini 30’ Gabriele 89’ | Marcatori |  |

| Arbitro: | Casarin (Milano) |

|                            |           |              |
| A. Piraccini 53’ Verza 58’ | Marcatori | 85’ Restelli |

| Arbitro: | Lombardo (Marsala) |

|           |           |  |
| Greco 17’ | Marcatori |  |

| Arbitro: | Altobelli (Roma) |

|                                                   |           |                 |
| Peccenini 24’ (aut.) Schachner 32’, 48’ Verza 61’ | Marcatori | 60’ (rig.) Bivi |

| Arbitro: | Lanese (Messina) |

|                                |           |             |
| De Gradi 31’ Perego 35’ (aut.) | Marcatori | 85’ Garlini |

| Arbitro: | Bergamo (Livorno) |

|                              |           |                                        |
| Garlini 42’ A. Piraccini 63’ | Marcatori | 67’ Jordan 72’ F. Romano 81’ Antonelli |

### Coppa Italia

#### Primo turno
| Arbitro: | Altobelli (Roma) |

|               |           |  |
| A. Bordon 26’ | Marcatori |  |

| Arbitro: | Parussini (Udine) |

|              |           |  |
| Desolati 75’ | Marcatori |  |

| 30 agosto 1981 3ª giornata |  | – Turno riposo Cesena |  |  |

| Arbitro: | Pairetto (Nichelino) |

|               |           |             |
| A. Bordon 42’ | Marcatori | 13’ Calloni |

| Arbitro: | D'Elia (Salerno) |

|                                 |           |                      |
| Bivi 30’, 75’ (rig.) Borghi 40’ | Marcatori | 68’ (rig.) A. Bordon |

## Statistiche

### Statistiche di squadra
| Competizione | Punti | In casa | In casa | In casa | In casa | In casa | In casa | In trasferta | In trasferta | In trasferta | In trasferta | In trasferta | In trasferta | Totale | Totale | Totale | Totale | Totale | Totale | DR |
| Competizione | Punti | G       | V       | N       | P       | Gf      | Gs      | G            | V            | N            | P            | Gf           | Gs           | G      | V      | N      | P      | Gf     | Gs     | DR |
| ------------ | ----- | ------- | ------- | ------- | ------- | ------- | ------- | ------------ | ------------ | ------------ | ------------ | ------------ | ------------ | ------ | ------ | ------ | ------ | ------ | ------ | -- |
| Serie A      | 27    | 15      | 6       | 6       | 3       | 25      | 29      | 15           | 2            | 5            | 8            | 9            | 22           | 30     | 8      | 11     | 11     | 34     | 41     | -7 |
| Coppa Italia |       | 2       | 1       | 1       | 0       | 2       | 1       | 2            | 0            | 0            | 2            | 1            | 4            | 4      | 1      | 1      | 2      | 3      | 5      | -2 |
| Totale       | -     | 17      | 7       | 7       | 3       | 27      | 30      | 17           | 2            | 5            | 10           | 23           | 34           | 34     | 9      | 12     | 13     | 37     | 46     | -9 |

### Statistiche dei giocatori[4]
| Giocatore     | Serie A  | Serie A | Serie A     | Serie A    | Coppa Italia | Coppa Italia | Coppa Italia | Coppa Italia | Totale   | Totale | Totale      | Totale     |
| Giocatore     | Presenze | Reti    | Ammonizioni | Espulsioni | Presenze     | Reti         | Ammonizioni  | Espulsioni   | Presenze | Reti   | Ammonizioni | Espulsioni |
| ------------- | -------- | ------- | ----------- | ---------- | ------------ | ------------ | ------------ | ------------ | -------- | ------ | ----------- | ---------- |
| D. Arrigoni   | 8        | 0       | ?           | ?          | 2            | 0            | ?            | ?            | 10       | 0      | ?           | ?          |
| G. Boldini    | 2        | -1      | ?           | ?          | -            | -            | -            | -            | 2        | -1     | 0+          | 0+         |
| A. Bordon     | 1        | 0       | ?           | ?          | 4            | 3            | ?            | ?            | 5        | 3      | ?           | ?          |
| G. Ceccarelli | 27       | 0       | ?           | ?          | 4            | 0            | ?            | ?            | 31       | 0      | ?           | ?          |
| D. Conti      | 1        | 0       | ?           | ?          | -            | -            | -            | -            | 1        | 0      | 0+          | 0+         |
| R. Filippi    | 29       | 0       | ?           | ?          | 1            | 0            | ?            | ?            | 30       | 0      | ?           | ?          |
| A. Gabriele   | 3        | 1       | ?           | ?          | 1            | 0            | ?            | ?            | 4        | 1      | ?           | ?          |
| O. Garlini    | 27       | 9       | ?           | ?          | 4            | 0            | ?            | ?            | 31       | 9      | ?           | ?          |
| A. Genzano    | 25       | 1       | ?           | ?          | 4            | 0            | ?            | ?            | 29       | 1      | ?           | ?          |
| F. Lucchi     | 27       | 1       | ?           | ?          | 4            | 0            | ?            | ?            | 31       | 1      | ?           | ?          |
| G. Mei        | 28       | 0       | ?           | ?          | 4            | 0            | ?            | ?            | 32       | 0      | ?           | ?          |
| G. Oddi       | 24       | 0       | ?           | ?          | 4            | 0            | ?            | ?            | 28       | 0      | ?           | ?          |
| A. Perego     | 25       | 2       | ?           | ?          | -            | -            | -            | -            | 25       | 2      | 0+          | 0+         |
| A. Piraccini  | 30       | 4       | ?           | ?          | 4            | 0            | ?            | ?            | 34       | 4      | ?           | ?          |
| A. Recchi     | 30       | -40     | ?           | ?          | 4            | -5           | ?            | ?            | 34       | -45    | ?           | ?          |
| G. Roccotelli | 7        | 0       | ?           | ?          | -            | -            | -            | -            | 7        | 0      | 0+          | 0+         |
| W. Schachner  | 28       | 9       | ?           | ?          | -            | -            | -            | -            | 28       | 9      | 0+          | 0+         |
| M. Storgato   | 15       | 0       | ?           | ?          | 3            | 0            | ?            | ?            | 18       | 0      | ?           | ?          |
| V. Verza      | 24       | 4       | ?           | ?          | 4            | 0            | ?            | ?            | 28       | 4      | ?           | ?          |
| D. Zoratto    | 7        | 0       | ?           | ?          | -            | -            | -            | -            | 7        | 0      | 0+          | 0+         |